# Divinos (serie de televisión)
Divinos es una serie de televisión cómica española protagonizada por Santi Millán y Paula Vázquez que cuenta los entresijos de una redacción de una revista del corazón. Dirigida por Mario Montero -que fue guionista y director de Siete vidas-, la serie fue producida por El Terrat, el director y el propio Santi Millán y se emitió en Antena 3 durante un breve periodo de tiempo (su estreno tuvo lugar el 3 de julio de 2006). La audiencia no fue la esperada (13.7% y 14%) y la cadena decidió cancelar la serie con la intención de volver en un futuro (como hiciera con Los hombres de Paco), algo que no fue así. Como curiosidad, la serie iba a estrenarse tiempo antes, pero la paternidad del actor protagonista hizo que se retrasara hasta verano. 

## Sinopsis
El exitoso fotógrafo de guerra Álex (Santi Millán) se convierte en alcohólico tras descubrir que su mujer (Paula Vázquez) le ha sido infiel con un famoso presentador de programas de corazón (Juanjo Pardo). Cuatro años más tarde, ésta le da un ultimátum: o consigue un trabajo o no verá a la hija de ambos. Es entonces cuando Álex encuentra trabajo en una pequeña y cutre revista del corazón, propiedad de Manu (Jordi Sánchez) y coordinada por Ángela (Silvia Abril).

## Reparto
| Personaje | Actor              | Descripción |
| --------- | ------------------ | --- |
| Álex      | Santi Millán       | Treintañero exalcohólico con aspecto desaliñado que quiere rehacer su vida desde cero. Su única ilusión es recuperar el afecto de su hija Patricia y, precisamente por ello, va a convertirse en lo que siempre ha odiado: paparazzi. |
| Victoria  | Paula Vázquez      | La exmujer de Álex es una persona triunfadora, femenina, guapa y segura de sí misma. Además de manipuladora y ambiciosa, Victoria le es infiel a su marido con un famoso presentador de televisión.                                   |
| Manu      | Jordi Sánchez      | El inútil dueño de la agencia |
| Ángela    | Silvia Abril       | La implacable coordinadora de la agencia |
| Lola      | Mercedes Sampietro | Las relaciones públicas |
| Pochi     | Macarena Gómez     | Una redactora que sueña con ser famosa |
| Vladimir  | Charlie Levi       | Fotógrafo de poca monta |
| Koldo     | Patxi Pérez        | Fotógrafo pesimista |
| Reme      | Concha Cuetos      | Madre obsesiva de Manu |
| Arroyo    | Juanjo Pardo       | Presentador de un programa del corazón con el que le es infiel Victoria |
| Jacobo    | Jimmy Castro       | El joven becario procedente de Miami |
| María     | Cristina Brondo    | Insegura redactora |

## Ficha técnica
- PRODUCCIÓN: El Terrat para Antena 3

- DIRECCIÓN: Mario Montero (7 vidas)

- PRODUCCIÓN EJECUTIVA: Santi Millán y Mario Montero

- PRODUCCIÓN DELEGADA ANTENA 3: Jesús Mateos y Cristina Lima

- DIRECCIÓN DE PRODUCCIÓN: María Alcaine y Goretti Pagès

- IDEA ORIGINAL: Laia Aza, Edu Maleubre y Joan Grau (Buenafuente)

- GUION: Manel Nofuentes (7 vidas), Natxo López (7 vidas), Esther Morales (7 vidas), David Bermejo (7 vidas), Joan Grau (Buenafuente), Esther Paredes (Lo Cartanyà), Edu Maleubre (Homo Zapping), Laia Aza (Senyores i Senyors) y Gramán Aparicio

## Curiosidades
- La serie está protagonizada por varios miembros habituales de las producciones de El Terrat, como Santi Millán o Sílvia Abril.
- Los catalanes Jordi Sánchez y Silvia Abril y la cordobesa Macarena Gómez coincidirían años después en La que se avecina (Telecinco), como vecinos.

## Episodios y audiencias
| Temporada | Temporada | Episodios | Estreno            | Final               | Audiencia media | Audiencia media | Audiencia media |
| Temporada | Temporada | Episodios | Estreno            | Final               | Espectadores    | Cuota           |                 |
| --------- | --------- | --------- | ------------------ | ------------------- | --------------- | --------------- | --------------- |
|           | 1         | 4         | 3 de julio de 2006 | 10 de julio de 2006 | 1 695 000       | 13,0%           |                 |

### Temporada 1: 2006
| N.º (serie) | N.º (temp.) | Título                            | Fecha de emisión    | Audiencia         |
| ----------- | ----------- | --------------------------------- | ------------------- | ----------------- |
| 1           | 1           | «Rossi press»                     | 3 de julio de 2006  | 1 974 000 (13,7%) |
| 2           | 2           | «El local de Yola»                | 3 de julio de 2006  | 1 699 000 (14,0%) |
| 3 / 4       | 3 / 4       | «El topless / Los padres de ella» | 10 de julio de 2006 | 1 413 000 (11,2%) |